# Olof Bromelius
Olof Bromelius (* 24. Mai 1639 in Örebro; † 5. Februar 1705 in Göteborg; auch Olof Ole Bromell oder Olaus Olai Bromelius in lateinisch geschriebenen Werken) war ein schwedischer Botaniker und Arzt.

## Familie
Zusammen mit seinem Sohn Magnus von Bromell erstellte er eine naturgeschichtliche Sammlung.

## Ehrentaxon
Charles Plumier benannte ihm zu Ehren die Gattung Bromelia der Pflanzenfamilie Bromeliaceae. Carl von Linné übernahm später diesen Namen.